# Specjalna strefa ekonomiczna

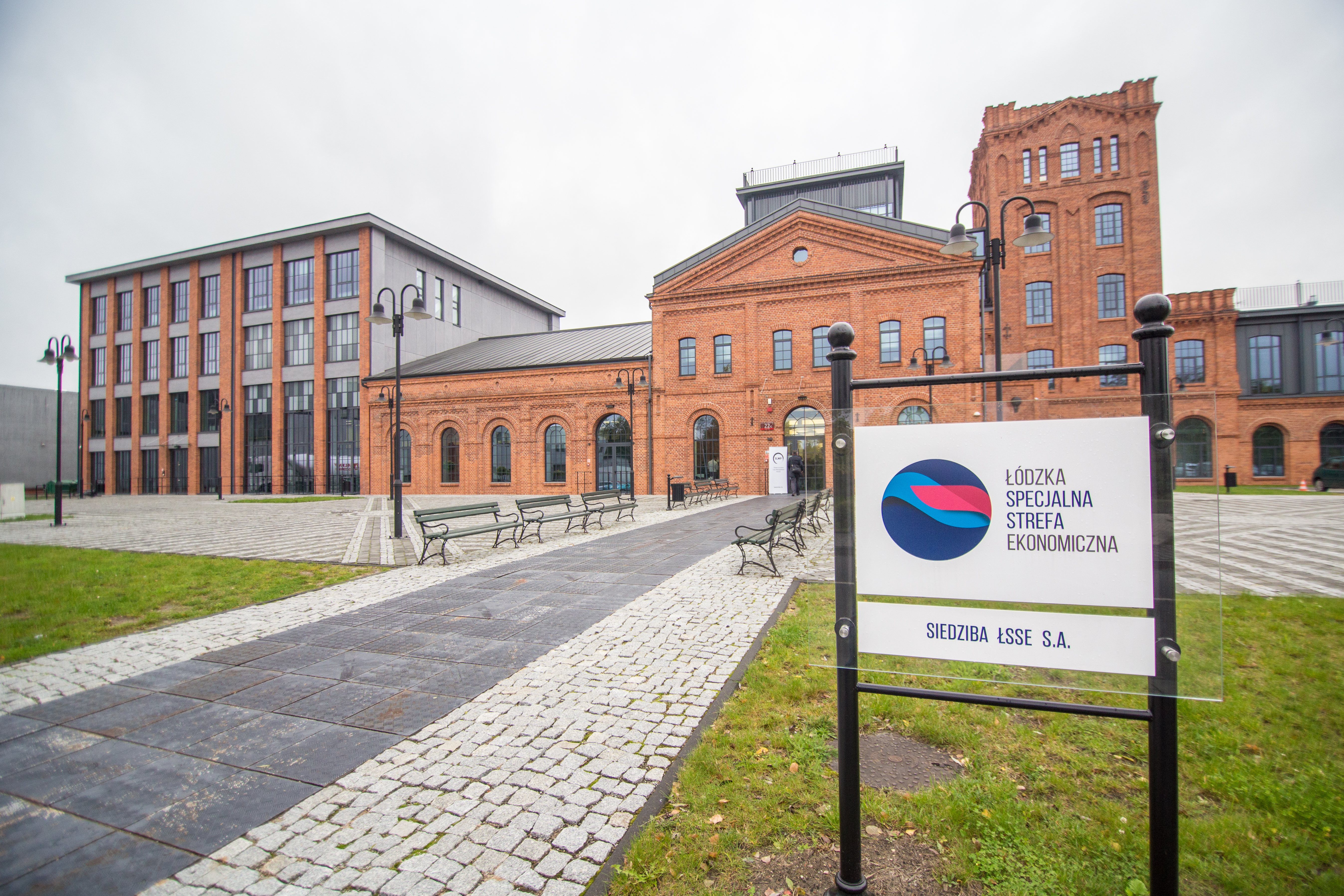
Siedziba Łódzkiej Specjalnej Strefy Ekonomicznej przy ul. Tymienieckiego 22G w Łodzi

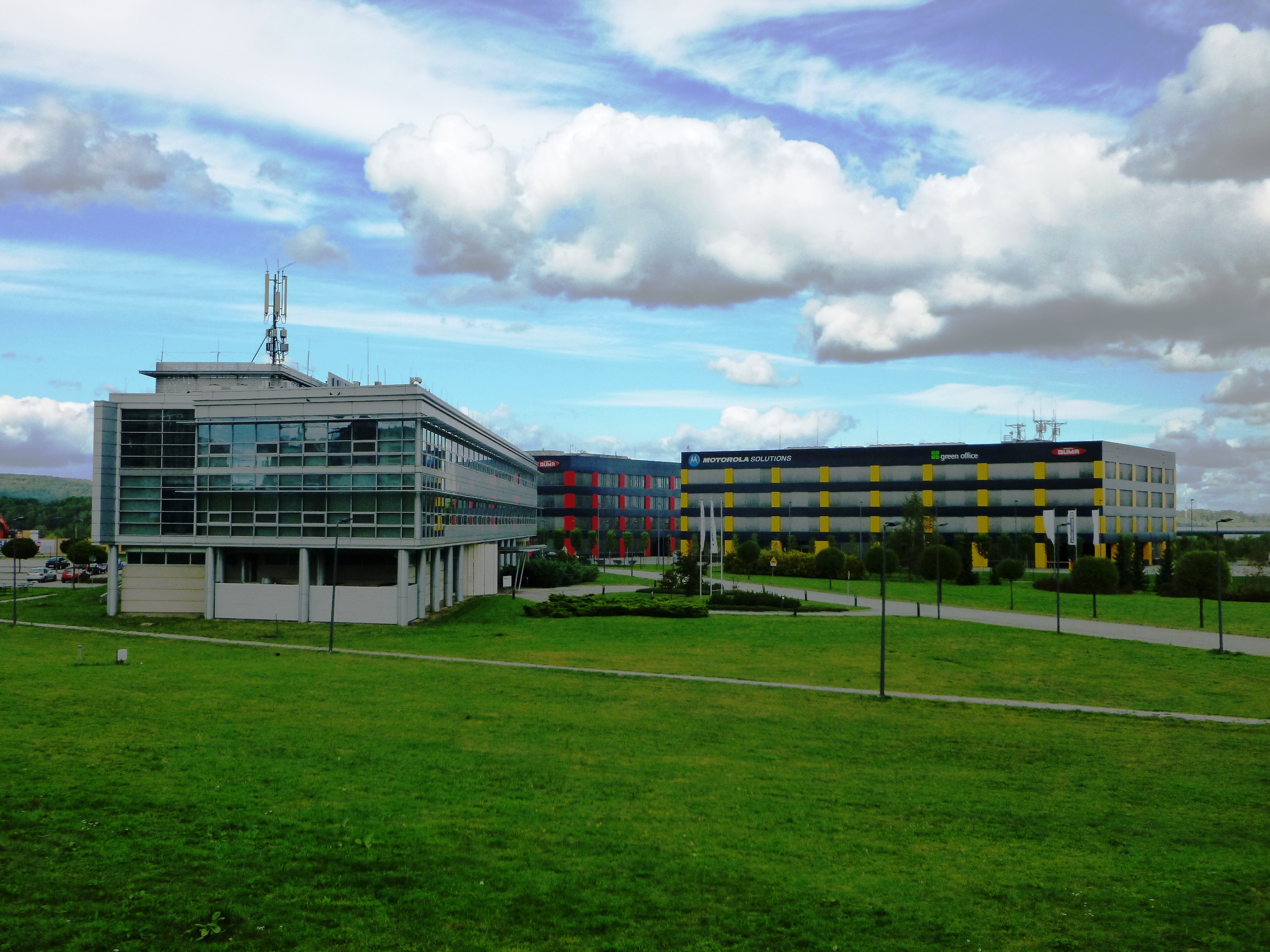
Krakowski Park Technologiczny, centra badawczo rozwojowe firm Nokia Networks i Motorola Solutions

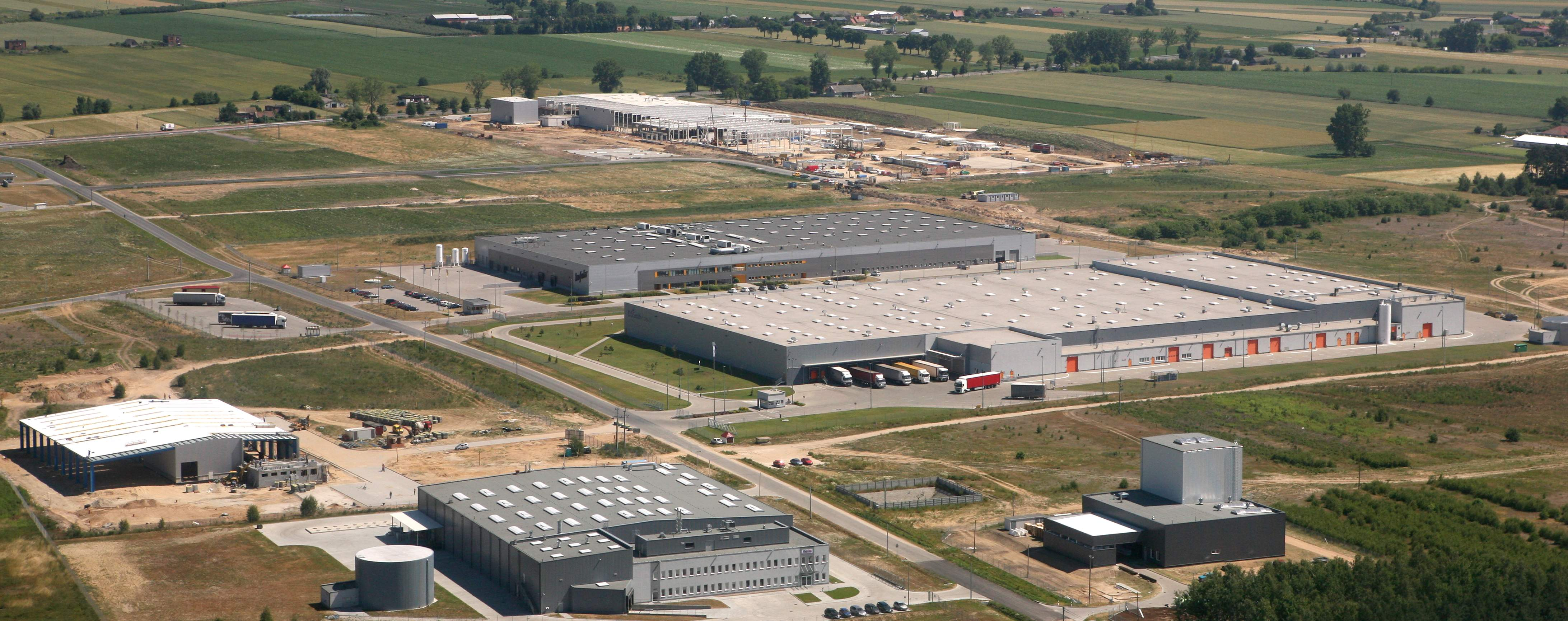
Podstrefa Łódzkiej Specjalnej Strefy Ekonomicznej w Kutnie

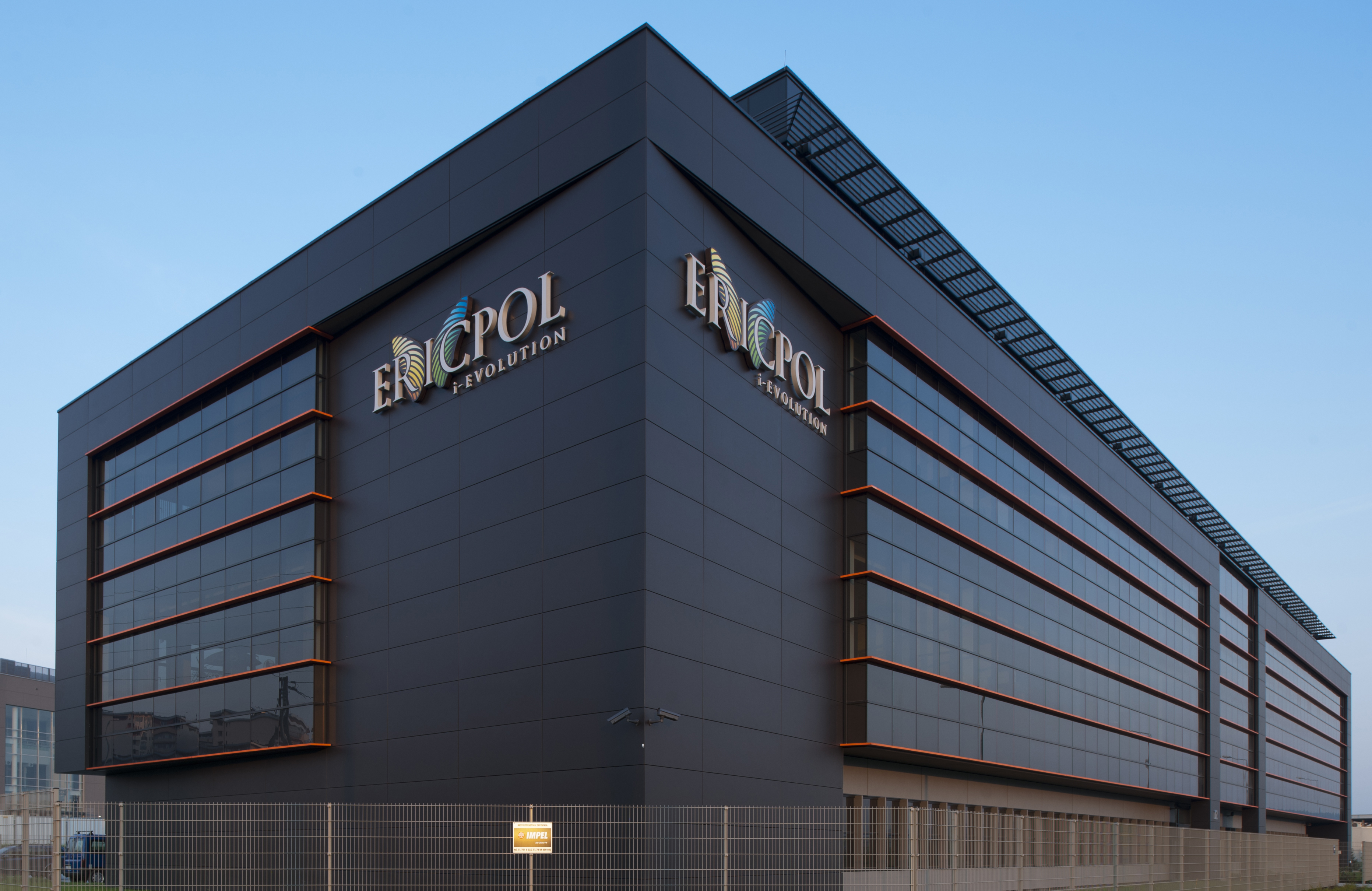
Siedziba spółki Ericpol w Krakowskim Parku Technologicznym w Krakowie

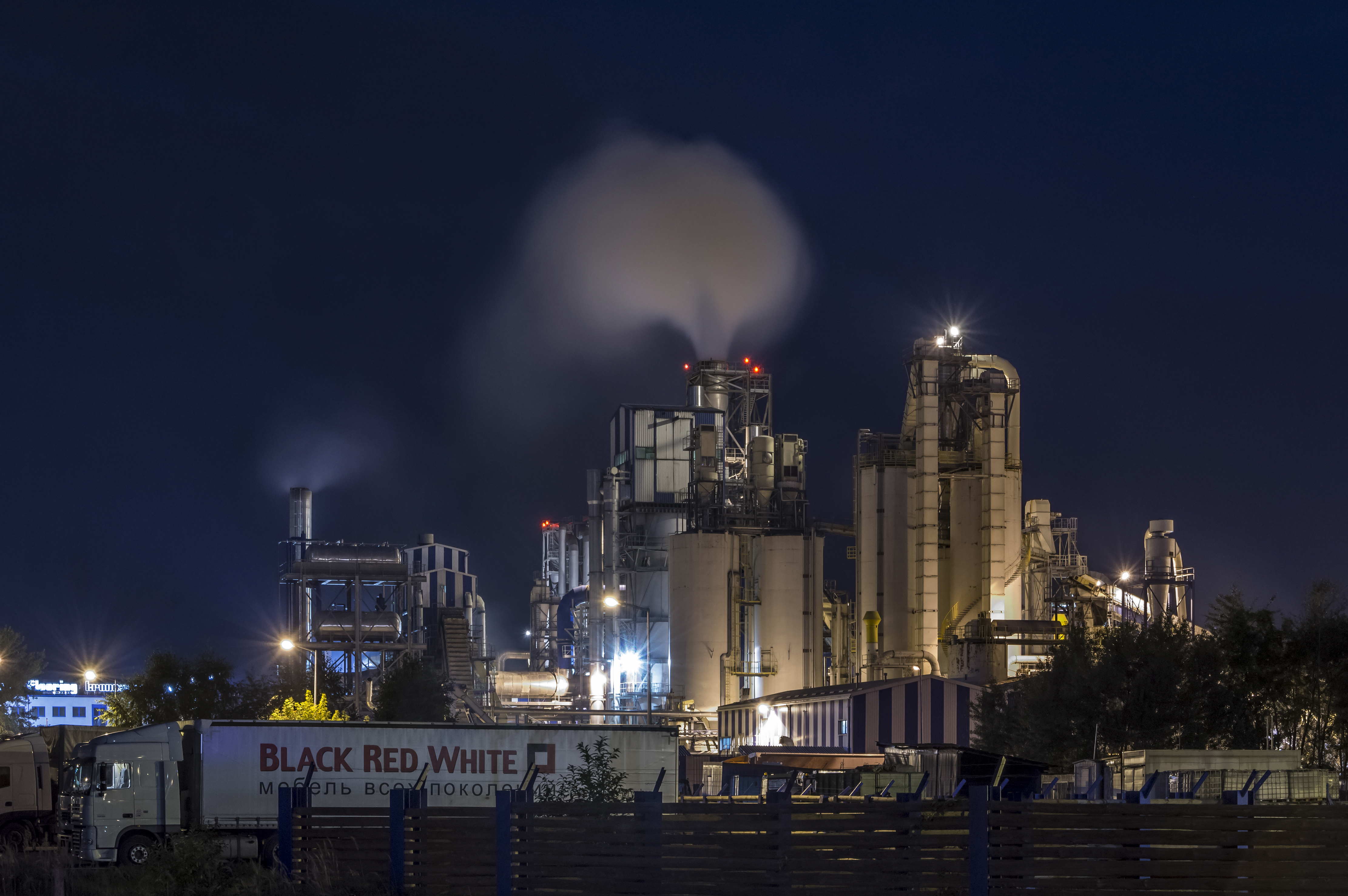
Zakłady Kronospan Mielec Sp. z o.o. w SSE Euro-Park Mielec

Specjalna strefa ekonomiczna (SSE) – wyodrębniona część terytorium kraju, w której działalność gospodarcza może być prowadzona na preferencyjnych warunkach. Przedsiębiorstwa zlokalizowane w SSE mogą otrzymać m.in. pomoc publiczną w postaci zwolnień podatkowych.
W Polsce działa 14 specjalnych stref ekonomicznych, których obszar nie może przekroczyć 25 tys. ha. W czerwcu 2018 weszła w życie ustawa z dnia 10 maja 2018 r. o wspieraniu nowych inwestycji pozwalająca uzyskać zwolnienie z podatków dochodowych na terenie całego kraju (a nie tylko na terenach objętych SSE). Nie oznacza to jednak likwidacji stref, które będą funkcjonowały do 31 grudnia 2026.

## SSE w Polsce
Specjalne strefy ekonomiczne to wyodrębnione administracyjnie obszary kraju, gdzie inwestorzy mogą prowadzić działalność gospodarczą uzyskując pomoc regionalną w postaci zwolnienia z podatku dochodowego (CIT lub PIT) od dochodu uzyskanego z działalności określonej w uzyskanym zezwoleniu. Celem funkcjonowania SSE jest przyspieszenie rozwoju regionów poprzez m.in. przyciąganie nowych inwestycji, rozwój eksportu i tworzenie nowych miejsc pracy.
Strefy działają na podstawie ustawy z 20 października 1994 o specjalnych strefach ekonomicznych. Pierwotnie SSE zostały powołane na okres 20 lat od dnia ich ustanowienia. W 2008 okres obowiązywania wszystkich stref został przedłużony do 31 grudnia 2020. W drodze tej samej nowelizacji ustawy o SSE po raz kolejny podniesiono limit obszarowy wszystkich polskich stref (z 12 tys. do 20 tys. ha). Możliwe stało się również (po spełnieniu warunków określonych w art. 5 ustawy) ustanowienie specjalnej strefy ekonomicznej na gruntach prywatnych, co przyspieszyło ich rozwój terytorialny. Warunki, których spełnienie uprawnia do objęcia gruntów prywatnych SSE (m.in. stopa bezrobocia w powiecie oraz stworzenie minimalnej liczby nowych miejsc pracy), były do 2017 r. określone w nieobowiązującym już rozporządzeniu Rady Ministrów z 10 grudnia 2008, znowelizowanym w październiku 2014.
W 2015 zwiększono limit obszaru wszystkich stref do 25 tys. ha. Na dzień 31 grudnia 2016 terenem SSE objęto 21 463 ha.
W Polsce działa obecnie 14 specjalnych stref ekonomicznych. Najstarszą polską strefą jest utworzona w 1995 SSE Euro-Park Mielec.
Na dzień 31 grudnia 2016 SSE obejmowały tereny zlokalizowane w 179 miastach i 287 gminach, a wartość nakładów inwestycyjnych poniesionych przez firmy w specjalnych strefach ekonomicznych przekroczyła 112 mld 253,2 mln zł. Na koniec 2016 przedsiębiorstwa działające na terenie SSE zatrudniały 332 114 pracowników. Najwięcej zainwestowały przedsiębiorstwa z Niemiec (23,7% nakładów inwestycyjnych ogółem), Polski (20,9%), Holandii (8,2%) i Stanów Zjednoczonych (8,1%).
Zgodnie z art. 26 ustawy o SSE, Rada Ministrów ma obowiązek przedstawić Sejmowi do 31 maja każdego roku sprawozdanie z działalności stref. Dostępny w postaci druku sejmowego materiał jest podstawowym dokumentem dotyczącym wyników funkcjonowania SSE w Polsce.
23 lipca 2013 Rada Ministrów zmieniła 14 rozporządzeń dotyczących SSE, przedłużając funkcjonowanie stref do 31 grudnia 2026.
W 2014 zadania spółek zarządzających SSE uzupełniono o współpracę ze szkołami ponadgimnazjalnymi i uczelniami w celu uwzględniania w procesie kształcenia potrzeb rynku pracy w strefie, a także podejmowanie działań zmierzających do powstawania klastrów.

### Ustanowienie strefy
Specjalna strefa ekonomiczna jest ustanawiana przez Radę Ministrów na wniosek ministra do spraw gospodarki w drodze rozporządzenia, po uzyskaniu opinii zarządu województwa oraz zgody rady gminy właściwej na położenie strefy. Również zmiany granic SSE (wyłączenia oraz włączenia nowych terenów) dokonywane są w drodze rozporządzenia. Do stref najczęściej są włączane tereny inwestycyjne, którymi są już zainteresowani potencjalni inwestorzy.
SSE mogą tworzyć podstrefy na terenie całego kraju. Na terenie gminy może znajdować się więcej niż jeden teren włączony do strefy, jak również działać więcej niż jedna SSE (np. Kobierzyce).
Podstrefy SSE w Polsce zlokalizowane głównie na terenie miast na prawach powiatu oraz gmin miejskich. Jedynie Legnicka SSE jest położona na terenie jednego województwa, pozostałe 13 stref posiada podstrefy na terenie dwóch i więcej województw.

### Spółki zarządzające strefami
Zgodnie z art. 6 ustawy, zarządzającym SSE może być wyłącznie spółka akcyjna lub spółka z ograniczoną odpowiedzialnością, w której Skarb Państwa albo samorząd województwa posiada większość głosów na walnym zgromadzeniu lub zgromadzeniu wspólników.
Spośród czternastu stref Skarb Państwa posiada udział większościowy w jedenastu, dwie (SSE Euro-Park Mielec oraz TSSE Euro-Park Wisłosan) są zarządzane przez Agencję Rozwoju Przemysłu, a jedna – Słupska SSE – przez Pomorską Agencję Rozwoju Regionalnego, w której większościowy udział mają: miasto Słupsk oraz samorząd województwa pomorskiego.
Do najważniejszych zadań spółek zarządzających należą m.in. organizowanie rokowań i przetargów na udzielanie zezwoleń na działalność w SSE, budowa i rozwijanie infrastruktury na terenie strefy, sprzedaż lub pośredniczenie w sprzedaży gruntów objętych strefą, pośredniczenie w kontaktach pomiędzy inwestorami a dostawcami mediów oraz władzami lokalnymi, opieka poinwestycyjna oraz kontrolowanie działalności przedsiębiorców w zakresie zgodności ich działalności z wydanymi pozwoleniami.

### Warunki otrzymania pomocy publicznej w SSE
Przed akcesją Polski do Unii Europejskiej prawo dotyczące działalności przedsiębiorstw SSE zostało dostosowane do prawa unijnego. Pomoc publiczna udzielana w specjalnych strefach ekonomicznych podlega zasadom udzielania regionalnej pomocy inwestycyjnej w UE. Wysokość maksymalnej intensywności regionalnej pomocy inwestycyjnej w SSE określa rozporządzenie Rady Ministrów z 12 listopada 2014. Jest ono zgodne z mapą pomocy regionalnej na lata 2014–2020.
Warunkiem skorzystania z pomocy publicznej w SSE jest uzyskanie zezwolenia na działalność w SSE, udzielanego w imieniu ministra gospodarki przez spółkę zarządzającą strefą. W zezwoleniu określa się m.in. przedmiot działalności, minimalny poziom zatrudnienia oraz minimalny poziom wydatków inwestycyjnych. Na dzień 31 grudnia 2012 przedsiębiorcy posiadali 1545 ważnych zezwoleń na działalność w SSE. Zwolnienie podatkowe dotyczy wyłącznie dochodu z działalności prowadzonej na terenie SSE wskazanej w treści zezwolenia.
Nie wszyscy przedsiębiorcy mogą otrzymać zezwolenie na działalność w specjalnej strefie ekonomicznej – nie może ono zostać wydane na prowadzenie działalności w zakresie m.in. wytwarzania materiałów wybuchowych, wyrobów tytoniowych, przetwarzania paliw silnikowych, wyrobu, rozlewu i przetwarzania napojów alkoholowych oraz spirytusu przeznaczonego na cele inne niż produkcja biokomponentów, ośrodków gier hazardowych, a także usług związanych z odprowadzaniem i oczyszczaniem ścieków.
Minimalna wartość inwestycji w SSE to 100 tys. euro, a udział środków własnych przedsiębiorcy musi stanowić co najmniej 25% całkowitych kosztów kwalifikowanych inwestycji. Warunkiem skorzystania z pomocy publicznej jest: w przypadku firm korzystających ze zwolnienia z tytułu kosztów nowej inwestycji zrealizowanie zadeklarowanych w zezwoleniu nakładów inwestycyjnych i utrzymanie inwestycji w regionie, w którym udzielono pomocy, przez okres 5 (dla dużych firm) lub 3 lat (dla małych i średnich przedsiębiorców), natomiast w przypadku przedsiębiorców korzystających ze zwolnienia z tytułu tworzenia nowych miejsc pracy utrzymanie odpowiednio przez okres 5 lub 3 lat nowo utworzonych miejsc pracy.
W strefach na takich samych zasadach inwestują firmy polskie i zagraniczne.
W praktyce istnieje możliwość objęcia SSE dowolnego gruntu wybranego przez inwestora na terenie całego kraju, po spełnieniu określonych warunków formalnych.

### Korzyści z działalności w SSE
- zwolnienie z podatku dochodowego (CIT lub PIT, w zależności od formy prowadzenia działalności przez przedsiębiorcę) od dochodu z działalności prowadzonej na terenie SSE i określonej w zezwoleniu do wysokości od 15 do 50% (wskaźnik intensywności pomocy publicznej obowiązujący dla województwa/podregionu, na terenie którego położona jest strefa; w przypadku średnich i małych przedsiębiorstw może być on podwyższony odpowiednio o 10 i 20 punktów procentowych brutto, z wyłączeniem dużych projektów inwestycyjnych) kwalifikowanych nakładów inwestycyjnych lub dwuletnich kosztów pracy nowo zatrudnionych pracowników; wielkość dopuszczalnej pomocy publicznej dla firm, których koszty kwalifikowane do objęcia pomocą publiczną przekraczają 50 mln euro, jest niższa (jest obliczana na podstawie specjalnego wzoru)[15];
- dostępność atrakcyjnych, uzbrojonych gruntów wraz z całą niezbędną infrastrukturą;
- możliwość zakupu lub wynajmu już istniejących w SSE nieruchomości; w niektórych strefach istnieje możliwość realizacji projektów w systemie BTS (built to suit) i ich późniejszego leasingu;
- możliwość skorzystania również z innych zachęt inwestycyjnych oferowanych na terenie SSE, w tym zwłaszcza zwolnienia z podatku od nieruchomości (często oferowanego dla nowych inwestorów przez gminy), grantu inwestycyjnego od rządu, dotacji powiatowych urzędów pracy oraz wsparcia ze środków unijnych (pomoc publiczna sumuje się tj. łączny poziom wsparcia dla firmy ze wszystkich źródeł nie może przekroczyć wspomnianych 30–70% nakładów inwestycyjnych);
- wsparcie administracyjne ze strony spółek zarządzających SSE w kwestiach prawnych i organizacyjnych związanych z realizacją inwestycji (dostawcy mediów, władze lokalne etc.) oraz tzw. opieka poinwestycyjna.

### Wady działalności w SSE
- obowiązek poniesienia określonych nakładów oraz prowadzenia działalności przez 3 lub 5 lat, co może być trudne w sytuacji nagłego pogorszenia się warunków rynkowych lub zmiany strategii przedsiębiorstwa;
- tzw. opłata strefowa (administracyjna) na pokrycie kosztów administracyjnych spółki zarządzającej SSE ponoszona w całym okresie posiadania przez firmę zezwolenia na prowadzenie działalności na terenie strefy;
- dodatkowe obowiązki związane ze sprawozdawczością oraz większa liczba kontroli związanych m.in. z wypełnianiem warunków zezwolenia oraz prawidłowości korzystania z pomocy publicznej przeprowadzanych przez organy podatkowe; w przypadku kiedy firma prowadzi działalność zarówno w SSE, jak i poza strefą, konieczność prowadzenia wyodrębnionej księgowości;
- ceny nieruchomości nabywanych w SSE mogą być wyższe od cen podobnych nieruchomości znajdujących się poza strefą;
- niewielka dostępność powierzchni biurowych, które mogą być wykorzystane do szybkiego rozpoczęcia działalności np. przez centra nowoczesnych usług finansowych[18];
- z uwagi na okres funkcjonowania stref do 2026 firma, która późno rozpoczęła działalność w SSE, może nie wykorzystać w całości przysługujących jej zwolnień z podatku CIT lub PIT;
- ograniczenie rodzajów działalności, która może być prowadzona w strefach.
- w przypadku wybrania przez spółkę terenu, który dopiero ma zostać włączony do SSE, konieczność oczekiwania na rozporządzenie Rady Ministrów zmieniające granice danej strefy, co może opóźnić realizację projektu inwestycyjnego.

### Lokalizacje SSE w Polsce
| Strefa                        | Województwa                                                              | Powierzchnia w ha | Lokalizacje |
| ----------------------------- | ------------------------------------------------------------------------ | ----------------- | --- |
| Kamiennogórska SSEMP          | - dolnośląskie - wielkopolskie                                           | 373,83            | miasta: Jawor, Jelenia Góra, Kamienna Góra, Lubań, Ostrów Wielkopolski, Piechowice, Zgorzelec gminy: Bolków, Gryfów Śląski, Janowice Wielkie, Kamienna Góra, Lubań, Lubawka, Mirsk, Nowogrodziec, Prusice, Żmigród |
| Katowicka SSE                 | - śląskie - małopolskie - opolskie                                       | 2749,35           | miasta: Bielsko-Biała, Bieruń, Bytom, Częstochowa, Dąbrowa Górnicza, Gliwice, Jastrzębie-Zdrój, Katowice, Kędzierzyn-Koźle, Knurów, Lubliniec, Myszków, Orzesze, Piekary Śląskie, Racibórz, Rybnik, Siemianowice Śląskie, Sławków, Sosnowiec, Świętochłowice, Tychy, Wodzisław Śląski, Zabrze, Zawiercie, Żory gminy: Czechowice-Dziedzice, Czerwionka-Leszczyny, Głuchołazy, Godów, Gogolin, Kietrz, Koniecpol, Krapkowice, Krzepice, Lędziny, Miedźna, Myślenice, Ogrodzieniec, Olesno, Pawłowice, Radziechowy-Wieprz, Rajcza, Rudziniec, Siewierz, Strzelce Opolskie, Ujazd, Węgierska Górka (gmina), Woźniki                                                    |
| Kostrzyńsko-Słubicka SSE      | - lubuskie - zachodniopomorskie - wielkopolskie                          | 1868,05           | miasta: Białogard, Gniezno, Gorzów Wielkopolski, Gubin, Kostrzyn nad Odrą, Nowa Sól, Poznań, Szczecin, Zielona Góra, Żary gminy: Barlinek, Buk, Bytom Odrzański, Chodzież, Czerwieńsk, Dębno, Dobiegniew, Drezdenko, Golczewo, Goleniów, Gryfino, Gubin, Kamień Pomorski, Kargowa, Karlino, Kłodawa, Kożuchów, Krosno Odrzańskie, Krzeszyce, Kwilcz, Lubsko, Łobez, Międzyrzecz, Nowogard, Nowy Tomyśl, Pełczyce, Police, Przemęt, Rzepin, Sieraków, Skwierzyna, Słubice, Stęszew, Strzelce Krajeńskie, Sulechów, Sulęcin, Swarzędz, Śmigiel, Wągrowiec, Wronki, Zielona Góra                                                                                       |
| Krakowski Park Technologiczny | - małopolskie - podkarpackie                                             | 707,78            | miasta: Bochnia, Bukowno, Kraków, Krosno, Limanowa, Nowy Sącz, Nowy Targ, Oświęcim, Sucha Beskidzka, Tarnów gminy: Andrychów, Bochnia, Boguchwała, Chełmek, Chrzanów, Czorsztyn, Dąbrowa Tarnowska, Dobczyce, Gdów, Jędrzejów, Klucze, Niepołomice, Nowa Sarzyna, Skawina, Słomniki, Trzebinia, Tuchów, Wolbrom, Zabierzów, Zakliczyn, Zator |
| Legnicka SSE                  | - dolnośląskie                                                           | 1763,77           | miasta: Chojnów, Głogów, Jawor, Legnica, Lubin, Zgorzelec, Złotoryja gminy: Chojnów, Gromadka, Iłowa, Kostomłoty, Legnickie Pole, Męcinka, Miękinia, Miłkowice, Polkowice, Prochowice, Przemków, Środa Śląska |
| Łódzka SSE                    | - łódzkie - wielkopolskie - mazowieckie                                  | 1339,17           | miasta: Bełchatów, Kalisz, Koło, Konstantynów Łódzki, Kutno, Łęczyca, Łowicz, Łódź, Ozorków, Piotrków Trybunalski, Płock, Pruszków, Raciąż, Radomsko, Rawa Mazowiecka, Sieradz, Skierniewice, Sochaczew, Tomaszów Mazowiecki, Turek, Warszawa, Zduńska Wola, Zgierz, Żyrardów gminy: Aleksandrów Łódzki, Brójce, Grodzisk Mazowiecki, Kleszczów, Koluszki, Krośniewice, Ksawerów, Nowe Skalmierzyce, Opatówek, Opoczno, Ostrzeszów, Paradyż, Przykona, Sławno, Stryków, Tomaszów Mazowiecki, Ujazd, Widawa, Wieluń, Wola Krzysztoporska, Wolbórz, Wróblew, Zelów, Zgierz, Żychlin                                                                                   |
| SSE Euro-Park Mielec          | - podkarpackie - małopolskie - lubelskie - zachodniopomorskie            | 1495,65           | miasta: Chełm, Częstochowa, Dębica, Gorlice, Jarosław, Krasnystaw, Kraśnik, Krosno, Leżajsk, Lubaczów, Lubartów, Lublin, Łańcut, Mielec, Międzyrzec Podlaski, Radzyń Podlaski, Rzeszów, Sanok, Szczecin, Zamość gminy: Brzozów, Dębica, Głogów Małopolski, Jedlicze, Jarosław, Kolbuszowa, Leżajsk, Łańcut, Ostrów, Radymno, Rejowiec Fabryczny, Ropczyce, Sędziszów Małopolski, Strzyżów, Trzebownisko, Zagórz |
| Pomorska SSE                  | - pomorskie - kujawsko-pomorskie - zachodniopomorskie - wielkopolskie    | 2039,99           | miasta: Biała Podlaska, Brodnica, Bydgoszcz, Czarnków, Gdańsk, Gdynia, Grudziądz, Inowrocław, Kwidzyn, Lipno, Łeba, Malbork, Piła, Rypin, Stargard, Starogard Gdański, Tczew, Toruń, Włocławek gminy: Barcin, Chojnice, Czarna Woda, Czarnków, Człuchów, Gniewino, Grudziądz, Janikowo, Kowalewo Pomorskie, Krokowa, Liniewo, Lipno, Łysomice, Nakło nad Notecią, Pakość, Police, Solec Kujawski, Sztum, Świecie, Tczew, Wąbrzeźno |
| Słupska SSE                   | - pomorskie - zachodniopomorskie - wielkopolskie                         | 899,37            | miasta: Darłowo, Koszalin, Lębork, Słupsk, Szczecinek, Ustka, Wałcz gminy: Biesiekierz, Czarne, Debrzno, Kalisz Pomorski, Karlino, Polanów, Słupsk, Tychowo, Żukowo |
| SSE Starachowice              | - świętokrzyskie - mazowieckie - opolskie - łódzkie - lubelskie          | 644,46            | miasta: Kielce, Ostrowiec Świętokrzyski, Puławy, Skarżysko-Kamienna, Starachowice gminy: Bliżyn, Iłża, Końskie, Mniszków, Morawica, Piekoszów, Połaniec, Puławy, Sędziszów, Stąporków, Suchedniów, Szydłowiec, Tułowice |
| Suwalska SSE                  | - podlaskie - warmińsko-mazurskie - mazowieckie                          | 635,07            | miasta: Białystok, Bielsk Podlaski, Ełk, Grajewo, Hajnówka, Łomża, Olecko, Ostrów Mazowiecka, Sejny, Suwałki gminy: Czyżew, Gołdap, Małkinia Górna, Narewka, Nowogród, Siemiatycze, Suwałki, Szczuczyn, Zabłudów |
| TSSE Euro-Park Wisłosan       | - podkarpackie - mazowieckie - świętokrzyskie - lubelskie - dolnośląskie | 1743,30           | miasta: Jasło, Kraśnik, Łuków, Opatów, Pionki, Przemyśl, Przeworsk, Radom, Siedlce, Stalowa Wola, Tarnobrzeg, Tomaszów Lubelski gminy: Baranów Sandomierski, Białobrzegi, Gorzyce, Horodło, Janów Lubelski, Jasło, Jedlicze, Kobierzyce, Łapy, Łuków, Mińsk Mazowiecki, Nisko, Nowa Dęba, Nowe Miasto nad Pilicą, Opatów, Orły, Ożarów Mazowiecki, Pilawa, Połaniec, Poniatowa, Przasnysz, Ryki, Rudnik nad Sanem, Rymanów, Siedlce, Staszów, Tomaszów Lubelski, Tuczępy, Węgrów, Wierzbica, Wyszków |
| Wałbrzyska SSE                | - dolnośląskie - opolskie - wielkopolskie - lubuskie                     | 2921,70           | miasta: Bielawa, Bolesławiec, Dzierżoniów, Grodków, Jawor, Kalisz, Kłodzko, Kudowa-Zdrój, Leszno, Nowa Ruda, Oleśnica, Oława, Opole, Piława Górna, Świdnica, Świebodzice, Wałbrzych, Wrocław gminy: Bolków, Brzeg Dolny, Bystrzyca Kłodzka, Dąbrowa, Długołęka, Dobromierz, Góra, Jarocin, Jelcz-Laskowice, Kluczbork, Kłodzko, Kobierzyce, Kościan, Krotoszyn, Książ Wielkopolski, Lewin Brzeski, Męcinka, Namysłów, Nowa Ruda, Niemodlin, Nysa, Oława, Otmuchów, Pleszew, Praszka, Prudnik, Rawicz, Skarbimierz, Strzegom, Strzelin, Syców, Szprotawa, Śrem, Świdnica, Świebodzin, Twardogóra, Wądroże Wielkie, Wiązów, Wołów, Września, Ząbkowice Śląskie, Żarów |
| Warmińsko-Mazurska SSE        | - warmińsko-mazurskie - mazowieckie                                      | 1057,38           | miasta: Bartoszyce, Braniewo, Ciechanów, Działdowo, Elbląg, Iława, Kętrzyn, Lidzbark Warmiński, Mława, Mrągowo, Nowe Miasto Lubawskie, Olsztyn, Ostrołęka, Ostróda, Płońsk gminy: Barczewo, Bartoszyce, Biskupiec, Ciechanów, Dobre Miasto, Działdowo, Iława, Iłowo-Osada, Kurzętnik, Morąg, Nidzica, Olecko, Olszytynek, Orneta, Orzysz, Ostróda, Pasłęk, Piecki, Pisz, Pomiechówek, Stawiguda, Szczytno, Węgorzewo, Wielbark, Zakroczym, Zalewo, Żuromin |
| Razem                         | Razem                                                                    | 16 682,29         | |